# Magul
Magul é uma localidade no Distrito de Bilene, Província de Gaza, Moçambique, onde a 8 de Setembro de 1895 se travou um recontro entre as forças coloniais portuguesas e as forças ronga do Império de Gaza comandadas por Ngungunhyane. O combate, parte das Campanhas de Conquista e Pacificação da política colonial portuguesa de finais do século XIX. O local situa-se numa extensa planície do Posto Administrativo de Messano e nele foi erguida em pedestal uma placa comemorativa que evocava os actos dos portugueses, substituída após a independência de Moçambique por um pedestal onde está afixada uma placa que homenageia guerreiros moçambicanos que morreram na luta de resistência contra a ocupação colonial.